# ジョージアの発展のための社会民主党
ジョージアの発展のための社会民主党（ジョージアのはってんのためのしゃかいみんしゅとう、グルジア語: სოციალ-დემოკრატები საქართველოს განვითარებისათვის）は、ジョージアの政党。中道左派・社会民主主義の立場を取る。2010年2月に設立。党首はギア・ジョルジョリアニ。ジョージアの発展を使命として掲げ、自由・平等・正義・連帯の原則に基づき、ジョージアの社会・経済・政治・文化・個人個人の発展を目指している。2013年2月、社会主義インターナショナルに諮問メンバーとして加盟。